# Лессман, Отто
Отто Лессман (нем. Otto Leßmann; 30 января 1844, Рюдерсдорф — 27 апреля 1918, Йена) — немецкий композитор, музыкальный критик, музыкальный педагог и редактор.
Изучал игру на органе и композицию в Магдебурге у Августа Готфрида Риттера, с 1862 г. учился в Берлине у Фридриха Киля (композиция) и Ганса фон Бюлова (клавир). В 1871 г. занял должность учителя музыки в созданном по инициативе императрицы Августы после Франко-прусской войны Воспитательном институте для дочерей павших офицеров и преподавал в этом учреждении до конца жизни. Основную часть его композиторского наследия составили сочинения для фортепиано, органная музыка, песни на стихи Генриха Гейне и Юлиуса Вольфа (небольшой их цикл под названием «Песни Тангейзера» даже был в 1882 г. переложен для фортепиано Ференцем Листом).
Преимущественно, однако, Лессман известен как музыкальный критик и редактор, в 1881—1907 гг. возглавлявший «Всеобщую музыкальную газету» и активно публиковавшийся в ней. Позиция Лессмана и его издания клонилась к поддержке Листа, Рихарда Вагнера и Рихарда Штрауса против Иоганнеса Брамса и его сторонников; встретив поначалу отрицательно творчество Густава Малера, Лессман затем пересмотрел свою позицию.